# 干邑白蘭地
干邑白蘭地（法語：Cognac），指的是一種在法國干邑地區釀造的特殊白蘭地，是葡萄酒的二次蒸餾酒。
干邑使用的葡萄品種90%以上必須為白戊妮（Ugni Blanc）、白福爾（Folle Blanche）、科隆巴（Colombar）為主，還有可使用不超過10%的白萊美（Blanc Rame）、白諸藍康（Jurancon Blanc）、賽美蓉（Semillon）、蒙蒂爾（Montils）和賽萊克（Select）這五個品種。 實際上大部分的干邑白蘭地由白玉霓釀造。 市面上出售的干邑白蘭地中，尤以「XO」（Extra Old）為最高級者，在香港該白蘭地普遍被簡稱作「XO」，並由此衍生出一種藉其名意謂高級醬料的XO醬（僅取其高級之意，並不含有XO酒成份）。

## 產地和法定定義

干邑地區地圖

干邑白蘭地必須在干邑地區的葡萄品種釀製，也必須採用指定做法，以銅製的蒸餾器裝置製作，並在橡木桶中密封釀製2年。就算在指定地區生產，若未能符合由干邑生產監管組織BNIC（Bureau National Interprofessionel du Cognac）所訂定的規定，也不能以Cognac之名出售。在法國和世界其他地區生產的白蘭地，在法國及歐盟法律上不能稱作「Cognac」
獲授權生產干邑白蘭地的六大干邑產地，主要分佈在濱海夏朗德省、夏朗德省，小部分在德塞夫勒省和多爾多涅省。干邑產地按其出產的干邑最受推崇依次為：大香檳區（Grande Champagne）、小香檳區（Petite Champagne）、邊緣區（Borderies）、優質林區（Fins Bois）、良質林區（Bons Bois）和普通林區（Bois Ordinaires）。

### 干邑幾條基本原則
- 必須在指定地點中，由指定葡萄種類生產；
- 必須以銅製Charentais蒸餾器雙重蒸餾：蒸餾程式把白葡萄酒成分分解出來，讓酒體發熱，把其蒸發出來的凝結氣體—也就是‘餾出液’提取出來。這種餾出液只包含和氣味還有酒精香，類似被提純的白葡萄酒。我們把蒸餾後的酒叫‘生命之水’，它此時還是十分透明的液體。在法國，‘生命之水’有不少銷售市場；
- 必須在法國橡木木桶中陳釀，造就其色澤和味道：只有兩種木材可以用來製作這種桶，它們來自通賽（Tronçais）和利穆贊（Limousin）。

干邑及週邊地區會為旅客提供試飲服務，較大的公司更會組織導賞團讓旅客參觀生產過程。

## 評級
為維持品質，法國政府對於干邑白蘭地的等級標示有一定的規範：
| 標 記     | 英文全文               | 等 級          | 原酒最低年分  |
| --------- | ---------------------- | -------------- | ------------- |
| VS 或 ★★★ | Very Special           | 二級（三星級） | >2年          |
| VSOP      | Very Superior Old Pale | 優級           | >4年          |
| NAPOLEON  | Napoléon               | 準特級         | >6年，多為8年 |
| X.O       | Extra Old              | 特級           | >10年         |
| Extra     | Extra                  | 頂級           | >15年         |

而各家酒廠並不一定會僅依照最低標準製作，且為了廣告及突顯自家酒廠的歷史與品質等特色，會在這些等級以外推出不同的名稱。
在2018年4月以前，NAPOLEON不是法定等級，不過酒廠常用來表示比VSOP高一等級但低於XO的產品；2018年4月起，XO的法定標準提升為十年，而NAPOLEON則成為法定等級，取代原先的XO標準。 
知名大酒廠，通常其標示會遠高於法定標準，使用較高年份的白蘭地原酒，以突顯酒廠的自我要求與產品的品質，比如VSOP中所使用的原酒最年輕也有約十年以上，陳年時間可能比起其他小廠XO更長；故等級標示多半用於比較該酒廠對"自家品牌"所出產的相對年分比較，而非絕對標準。
儲存時間越長的酒越稀少，這種稀少的酒不僅自身價值高，其酒瓶和酒標也同樣具有很高的觀賞和收藏價值。
雅瑪邑白蘭地原則上等級規範相同，但仍有細微差異。

## 著名品牌

### 四大干邑品牌
- 軒尼詩（Hennessy）
- 馬爹利（Martell）
- 人頭馬（Rémy Martin）
- 拿破崙（Courvoisier）

### 其他著名干邑品牌
- 卡慕 （Camus Cognac）
- 普諾尼 （Prunier）
- 利豪 （Lheraud）
- 御鹿（Hine）
- 豪達（Baron Otard）
- 路易老爺（Louis Royer）
- 拉珊 （Larsen Cognac）
- 金豹 （Meukow）
- 弗希尼 （A. de Fussigny）
- 百世爵 （Bisquit）
- 高神靈 （Godet）

## 外部鏈接
- Faguohongjiu.com
- 干邑白蘭地官方網頁 （页面存档备份，存于） Bureau National Interprofessionel du Cognac